# Mititiho Apata
Mititiho Apata est un homme politique de la république démocratique du Congo. Il est ministre de la Recherche scientifique dans le gouvernement Muzito I.